# Shipton Solers
Shipton Solers är en by i civil parish Shipton, i distriktet Cotswold, i grevskapet Gloucestershire, i England. Byn är belägen 9 km från Cheltenham. Shipton Sollars var en civil parish fram till 1871 när blev den en del av Shipton. Civil parish hade 96 invånare år 1851. Byn nämndes i Domedagsboken (Domesday Book) år 1086, och kallades då Scip(e)tune.